# جبهة الأصالة والتنمية
جبهة الأصالة والتنمية هو تحالف مدعوم أمريكياً يضم جماعات متمردة تنشط خلال الحرب الأهلية السورية ويشمل سلفيين، منشقين عسكريين، ومدنيين. يتم تمويل جبهة الأصالة والتنمية من قبل السعودية. بالرغم من استخدامه رموز وأعلام له، إلا أنه لا ينتمي للجيش السوري الحر.

## الجماعات المنتسبة
- جيش أسود الشرقية
- لواء أهل الأثر
- كتائب الله أكبر[11]
- حركة نور الدين الزنكي (سابقاً)[13]

## روابط خارجية
- الموقع الرسمي